# Luba Krejčí
Luba Krejčí (* 10. September 1925 in Vrbno nad Lesy; † 2005) war eine tschechische Textilkünstlerin.

## Leben und Werk
Luba Krejčí studierte als ausgebildete Modistin von 1945 bis 1949 in der Textilfachklasse an der Kunstgewerbeschule in Brno. Anschließend studierte sie bis 1950 an der Jan-Evangelista-Purkyne-Universität Brno (heute Masaryk-Universität) die Fächer Ethnografie und Archäologie.
Luba Krejčí entwarf von 1949 bis 1955 Web- und Druckstoffe sowie Stickereien. Danach war sie bis 1960 am Institut für Technische Volkskunde in Prag tätig. 
Während der Expo 58 in Brüssel erhielt ihre Arbeit die Silbermedaille. Ab 1960 war Luba Krejčí als freischaffende Künstlerin tätig und gewann im selben Jahr die Goldmedaille an der XII Triennale von Mailand.
Luba Krejčí stellte ihre Werke in Einzel- und Gruppenausstellungen aus. Auf dem Gebiet der Fiber-Art der 1960er-Jahre nahm sie eine einzigartige Position ein. Neben einer Reihe von Frauenköpfen im Jahr 1968 entwickelte sie in ihren Fadenbildern auch Szenen von Mensch und Tier.